# 杜安斯堡 (紐約州普查規定居民點)
杜安斯堡（英語：Duanesburg）是位於美國紐約州斯克內克塔迪縣的普查規定居民點。

## 人口
根據2020年美國人口普查的數據，杜安斯堡的面積為6.60平方千米，當中陸地面積為6.35平方千米，而水域面積為0.25平方千米。當地共有人口379人，而人口密度為每平方千米57.42人。